# Гомельский городской молодёжный театр
Гомельский городской молодёжный театр — театр в городе Гомеле Гомельского района Гомельской области Белоруссии. Полное название: Государственное учреждение «Гомельский городской молодёжный театр».

## История
Гомельский городской молодёжный театр был открыт 13 октября 1992 года в день рождения основателя театра Григория Фиглина. Уроженец города Гомеля Григорий Фиглин — московский предприниматель, меценат построил на свои средства для своего города театр. В то время театр был первым в Белоруссии как частный и назывался «Независимый театр». В день открытия театра был поставлен спектакль по пьесе Станислава Стратиева «Путники в ночи». Яков Натапов был первым художественным руководителем театра и режиссёром. С 1992 по 1994 годы Яков Натапов в театре поставил пять спектаклей. В театре работали актёры Светлана Дубровина, Юрий Фейгин, Валентин Костенко, Эльвира Батенкова, Андрей Троицкий и другие, которые были первой труппой в молодёжном театре. После трагической гибели основателя театра Григория Фиглина с 1995 года по 2003 год театром руководила его сестра Галина Шофман. С 1996 года по 1998 год Андрей Троицкий являлся художественным руководителем театра.
В 1998 году театр испытывает финансовые трудности вплоть до закрытия его. Председатель Гомельского горисполкома Александр Серафимович Якобсон по просьбе артистов театра взял под опеку и на бюджет города «Независимый театр». С 1999 года театр стал называться «Гомельским городским молодёжным театром-студией».
В 2000—2001 годах главным режиссёром театра был Дмитрий Солодухо. Благодаря государственной поддержки театр дополнился профессиональными специалистами, увеличилась актёрская труппа, были поставлены спектакли: «Семейный альбом» Надежды Птушкиной, «Тёмная история» Питера Шеффера, «Охота на крыс» Петера Туррини и другие.
С 2003 года по 2007 год директором театра была Валентина Моисеенко. В театре ставятся комедии, мелодрамы, пьесы, сказки для детей: «Очень простая история» Марии Ладо, «Мораль пани Дульской» Габриэлы Запольской, «Не такой, как все» и «Рождение» Алексея Слаповского, «Госпожа Удача» Игоря Афанасьева, «Ким» Алексея Дударева, «Такая долгая гроза» Светланы Бартоховой. Многие режиссёры сотрудничают с театром: Валерий Бартосик, Андрей Бакиров, Витаутас Григалюнас, Андрей Гузий и другие.
В 2007—2010 годах назначается новый директор-художественный руководитель театра заслуженный артист Республики Беларусь Виктор Чепелев. Под его руководством в театре выпущены спектакли, которые привлекли зрителей разных поколений и взглядов: «Бешеные деньги» Александра Островского, «Я стою у ресторана: замуж — поздно, сдохнуть — рано» Эдварда Радзинского, «№ 13» Рэя Куни, «Ужин с дураком» Франсиса Вебера и другие. Ставятся спектакли на белорусском языке. Спектакль «Залёты» по пьесе Винцента Дунина-Марцинкевича был удостоен гранта. К 65-летию Великой Победы литературно-драматическая композиция «Я не участвую в войне, она участвует во мне» в режиссуре Галины Анчишкиной отмечена специальной премией.
Театр участвовал в различных фестивалях и был на гастролях в городах Белоруссии, в России и за рубежом: Москва, Санкт-Петербург, Великий Новгород, Чернигов, Минск, Молодечно, Бобруйск, Витебск, Франция, Польша.
С 2008 года театр стал называться: «Гомельский городской молодёжный театр». В 2008 году коллектив городского молодёжного театра был признан победителем в номинации «Лучшее театрально-зрелищное учреждение» с занесением на Доску почёта Гомельской области. В 2009 году Гомельский городской молодёжный театр стал лучшим учреждением культуры города Гомеля и театру вручили памятный знак.
В 2010—2016 годах Юрий Вутто — новый директор-художественный руководитель театра. Под руководством Юрий Вутто театр уделял особое внимание белорусской драматургии, ставятся спектакли: «Некомедия» Владимира Рудова, «На второй день» Янки Купалы, «Букет для внука» по пьесе Василя Ткачева и Юрия Вутто, «Дорогая Елена Сергеевна» Людмилы Разумовской и другие.
С января 2017 года директор Гомельского городского молодёжного театра — Мостовенко Елена Леонидовна. В творческом коллективе театра работают 18 актёров. Театр сотрудничает с перспективными белорусскими режиссёрами: Денис Паршин, Юрий Диваков, Виталь Кравченко, Денис Фёдоров. Гомельский городской молодёжный театр поставил впервые в Белоруссии спектакли: «Метод» Жорди Гальсерана, «Одна Елизавета…» Дарио Фо, «Летели качели» Константина Стешика, «Павятовы лекар» Франца Кафки. Гомельский городской молодёжный театр старается идти в ногу со временем, в репертуар театра вошли высококлассные произведения мировой драматургии, как «OEDIPUS» (Эдип) Софокла и «Королева красоты» Мартина МакДонаха.